# Miss Univers 1954
Miss Univers 1954, est la 3e édition du concours de Miss Univers qui a lieu le 28 juillet 1954 au Long Beach Municipal Auditorium, à Long Beach en Californie, aux États-Unis. 
Miriam Stevenson, Miss USA, succède à la française Christiane Martel, Miss Univers 1953. Elle est la première américaine à remporter ce titre.
À l'époque, les médias ont rapporté que l'américaine Miriam Stevenson avait remporté le concours en raison de deux pouces de plus sur ses hanches, ce qui aurait entravé la victoire de Martha Rocha, Miss Brésil 1954. L'histoire des deux pouces a été inventée par le journaliste João Martins dans la revue O Cruzeiro pour consoler la fierté brésilienne,.

## Résultats
| Résultats         | Candidates |
| ----------------- | --- |
| Miss Univers 1954 | - États-Unis - Miriam Stevenson |
| 1re dauphine      | - Brésil - Martha Rocha |
| 2e dauphine       | - Hong Kong - Virginia Lee Wai-Chun |
| 3e dauphine       | - Allemagne - Regina Ernst |
| 4e dauphine       | - Suède - Ragnhild Olausson |
| Top 16            | - Argentine - Ivana Olga Kislinger - Chili - Gloria Legisos Mesina - Costa Rica - Marian Esquivel McKeown - France - Jacqueline Beer - Grèce - Rika Diallina - Italie - Maria Teresa Paliani - Norvège - Mona Stornes - Panama - Liliana Torre - Pérou - Isabella León Velarde Dancuart - Philippines - Blesilda Mueler Ocampo - Uruguay - Ana Moreno |

## Prix spéciaux
| Prix                                       | Candidates                           |
| ------------------------------------------ | ------------------------------------ |
| Miss Congenialité                          | - Grèce - Effie Androulakaki [^]     |
| La fille la plus populaire dans une parade | - Brésil - Maria Martha Hacker Rocha |

## Candidates

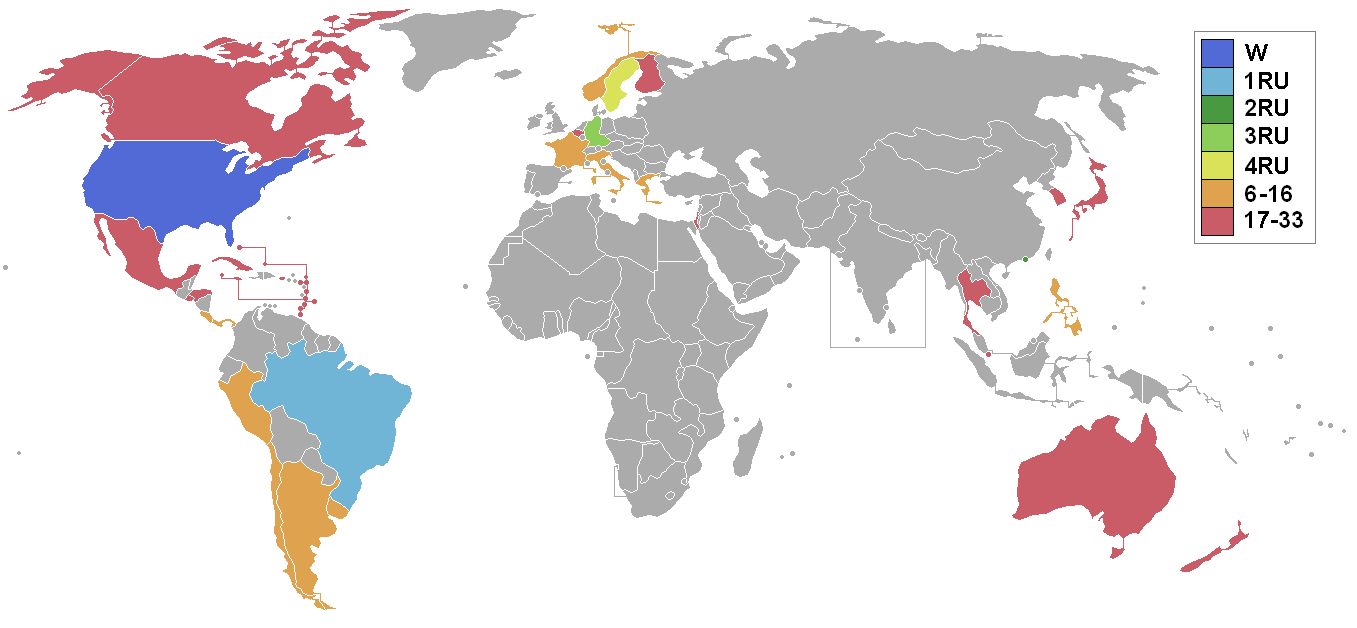
Pays des participantes et résultats

| Pays représentant  | Candidate                                  | Âge    | Domicile        |
| ------------------ | ------------------------------------------ | ------ | --------------- |
| Alaska             | Charlein Lander                            | 18 ans | Fairbanks       |
| Allemagne          | Regina Ernst                               | 17 ans | Bad Zwischenahn |
| Argentine          | Ivana Olga Kislinger (°1932-†2005)         | 21 ans | Buenos Aires    |
| Australie          | Shirley Bliss                              | 20 ans | Narrandera      |
| Belgique           | Christiane Darnay Neckaerts                | NC     | NC              |
| Brésil             | Maria Martha Hacker Rocha (°1932-†2020)    | 18 ans | Salvador        |
| Canada             | Joyce Mary Landry                          | NC     | NC              |
| Chili              | Gloria Legisos Mesina                      | 21 ans | Santiago        |
| Corée              | Kae Sun-hee                                | NC     | NC              |
| Costa Rica         | Marian Esquivel McKeown (°1936-†2000)      | 17 ans | San José        |
| Cuba               | Isis Margarita Finlay García (°1934-†2007) | NC     | NC              |
| États-Unis         | Miriam Stevenson                           | 21 ans | Winnsboro       |
| Finlande           | Lenita Airisto                             | 18 ans | Helsinki        |
| France             | Jacqueline Beer                            | 21 ans | Paris           |
| Grèce              | Rika Diallina                              | 22 ans | Athènes         |
| Hawaï              | Kapiolani Miller (°1932-†2006)             | 21 ans | Honolulu        |
| Honduras           | Lilliam Padilla                            | NC     | NC              |
| Hong Kong          | Virginia Lee Wai-Chun                      | NC     | Hong Kong       |
| Indes occidentales | Evelyn Laura Andrade (°?-†2013)            | 18 ans | Kingston        |
| Israël             | Aviva Pe’er                                | NC     | NC              |
| Italie             | Maria Teresa Paliani                       | NC     | NC              |
| Japon              | Mieko Kondō                                | 18 ans | Nagoya          |
| Mexique            | Elvira Castillo Olivera (°?-†2020)         | NC     | Mexico          |
| Norvège            | Mona Stornes (°1935-†2005)                 | 19 ans | Oslo            |
| Nouvelle-Zélande   | Moananui Akiwa Manley (°1935-†2017)        | 18 ans | Auckland        |
| Panama             | Liliana Torre                              | NC     | NC              |
| Pérou              | Isabella León Velarde Dancuart             | NC     | NC              |
| Philippines        | Blesilda Mueler Ocampo (°?-†2011)          | NC     | Manille         |
| Porto Rico         | Lucy Santiago                              | 23 ans | NC              |
| Salvador           | Myrna Ros Orozco                           | NC     | Salvador        |
| Singapour          | Marjorie Wee                               | 21 ans | Singapour       |
| Suède              | Ragnhild Olausson                          | 20 ans | Göteborg        |
| Thaïlande          | Amara Asavananda                           | 17 ans | Bangkok         |
| Uruguay            | Ana Moreno                                 | NC     | NC              |

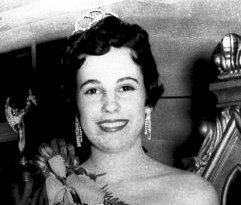
Marian Esquivel McKeown, Miss Univers Costa Rica 1954.
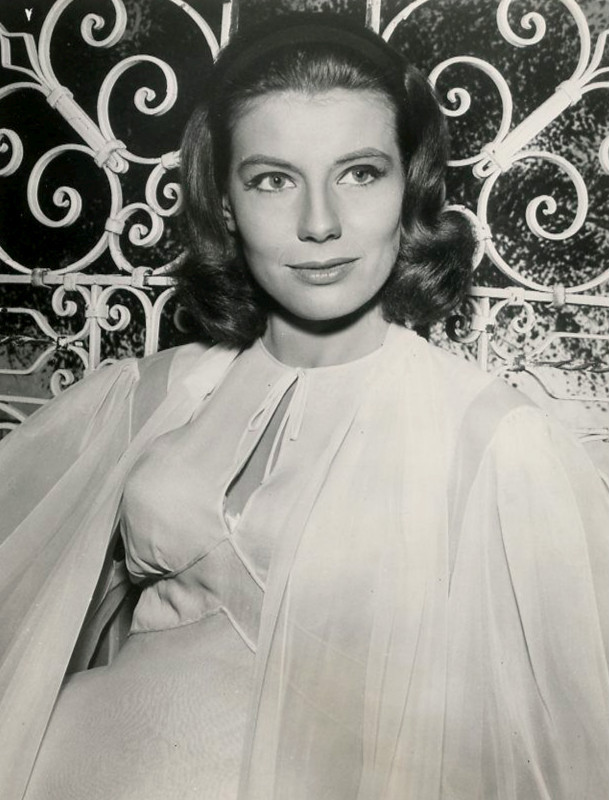
Jacqueline Beer, Miss Univers France 1954.

## Observations